# Константиновка (Кулундинський район)
Константи́новка (рос. Константиновка) — село у складі Кулундинського району Алтайського краю, Росія. Адміністративний центр Константиновської сільської ради.

## Населення
Населення — 376 осіб (2010; 434 у 2002).
Національний склад (станом на 2002 рік):
- росіяни — 58 %
- українці — 31 %